# Psoralea asarina
Psoralea asarina är en ärtväxtart som först beskrevs av Peter Jonas Bergius, och fick sitt nu gällande namn av Terence Macleane Salter. Psoralea asarina ingår i släktet Psoralea och familjen ärtväxter. Inga underarter finns listade i Catalogue of Life.